# 長頭紅魴鮄
長頭紅魴鮄，為輻鰭魚綱鮋形目牛尾魚亞目黃魴鮄科的其中一種，分布於中西太平洋的菲律賓及巴布亞紐幾內亞海域，棲息深度可達348公尺，為底棲性魚類，屬肉食性。

## 擴展閱讀
維基物種上的相關：長頭紅魴鮄